# D (film)
Pour plus de détails, voir Fiche technique et Distribution.
D est un film indien de Bollywood réalisé par Vishram Sawant, sorti le 3 juin 2005.

## Fiche technique
- Titre original : D
- Titre anglais ou international : D: Underworld Badhshah ou 'D' The Company
- Réalisation : Vishram Sawant
- Assistant-réalisateur : Vijay Chhabra, Vikas Sharma, Abhishek Vaidya
- Scénario : Manish Gupta
- Direction artistique : Satish Chipkar
- Photographie : Srikanth Naroj
- Montage : Nipun Gupta, Amit Parmar, Vivek Shah
- Musique : Nitin Raikwar
- Effets spéciaux : Sanjay Naik
- Production : Ronnie Screwvala, Ram Gopal Varma
- Producteur délégué : Tejaswita Desai
- Producteur associé : Ram Mirchandani
- Société(s) de production : K Sera Sera, RGV Film Company, Sahara One Motion Pictures, UTV Motion Pictures
- Pays d’origine :  Inde
- Langue originale : hindi
- Format : couleur — son Dolby Digital
- Genre : Thriller, Drame
- Durée : 107 minutes
- Dates de sortie :
  - Inde : 2 juin 2005 (Mumbai)
  - Inde : 3 juin 2005

## Distribution
- Randeep Hooda: Deshu
- Rukhsar Rehman: Bhakti Bhatnagar
- Chunky Pandey: Raghav
- Isha Koppikar: Gunjan
- Goga Kapoor: Hashim Bhai
- Yashpal Sharma: Shabbir
- Sushant Singh: Mukarram
- Raju Mavani: Mangli
- Ishrat Ali: Tambe
- Jaspal Sandhu: Oncle
- Zakir Hussain: Babban Bhai
- Deepak Shirke: Qureshi
- Rajpal Yadav: Artiste danseur